# Gloria Moure Cao
Gloria Moure Cao (Barcelona, 1946), és una comissària d'art i editora independent catalana. Doctora en Història de l'Art per la Universitat de Barcelona, va iniciar la seva trajectòria professional el 1977. El 1984, va comissariar la retrospectiva europea més important de Marcel Duchamp fins avui (Fundació Miró, Barcelona; la Caixa, Madrid i Ludwig Museum, Colònia). Entre 1989 i 1995, va ser directora de la Fundació Espai Poblenou (Barcelona), on va desenvolupar i va presentar projectes específics d'artistes que exposaven per primera vegada a la península (Bruce Nauman, John Cage, Mario Merz, Sigmar Polke i Rodney Graham, entre d'altres). De 1994 a 1998, va ser directora del Centro Galego de Arte Contemporánea (CGAC, Santiago de Compostel·la), on va iniciar el programa i va aconseguir el reconeixement internacional d'aquest centre a través d' exposicions retrospectives de, entre d'altres, Vito Acconci, Félix González-Torres, Giovanni Anselmo, Medardo Rosso i Ana Mendieta.
Paral·lelament, entre 1993-1997, va formar part del Comitè Assessor del Museu Nacional Centre d'Art Reina Sofia (MNCARS, Madrid). Entre els seus projectes expositius més recents, podem destacar Gordon Matta Clark (2006), Paul Sharits (2009), Marcel Broodthaers (2012) i On the Road (2014).
En els últims quinze anys ha desenvolupat, en paral·lel a la seva labor de comissària, una intensa activitat com a editora, a través de la direcció de la Col·lecció 20_21, sèrie de monografies publicada per Ediciones Polígrafa que ocupa un lloc destacat entre les col·leccions que recullen l'obra i els escrits de rellevants d'artistes contemporanis. Els títols més recents són: Sigmar Polke (2014), Marcel Broodthaers: Collected Writings (2013); An Art of Limina. Gary Hill's Works and Writings (2009); Dan Graham’s Works and Writings (2009); Jeff Wall: Works and Collected Writings (2007) i Gordon Matta-Clark’s Works and Collected Writings(2006).